# Pueblo pastún
El pueblo pastún (en pastún, urdu o darí: پشتون paštūn o پختون paxtūn) es un grupo etnolingüístico integrado por hablantes de idiomas derivados de la familia irania oriental. Las grandes comunidades pastunes se concentran en el este y sur de Afganistán y en el oeste de Pakistán. La diáspora pastún es numerosa con asentamientos en otros países de Asia, América, Europa y Oceanía.
Los pastunes son considerados como una de las sociedades tribales musulmanas más grandes del mundo,  compuesta por al menos 30 grupos étnicos principales e innumerables subgrupos y clanes. Su población se estima en 40 millones de personas instalados  entre Pakistán y Afganistán, más un número aún no establecido correspondiente a la diáspora que, según algunos estudios, rondaría los 10 millones.
La identidad pastún se construye sobre la base de cuatro elementos aglutinadores: parentesco (descendencia en línea masculina de un antepasado común); la religión islámica (99,9% musulmanes de mayoría suníes); el código social o de honor Pashtunwali ("El Camino del Pastún") y el idioma pastún, aunque existen grupos que adoptaron otros idiomas a lo largo de la historia.

## Idioma
El idioma pastún, también conocido como Pashto, es la lengua oficial en Afganistán desde 1936 y una lengua provincial en Pakistán, donde es hablada aproximadamente por el 15% de la población.
Dicha lengua parte del subgrupo de las lenguas iranias orientales, pertenecientes a la familia indoeuropea, y posee más de veinte dialectos. El pastún, como lengua, se divide en cuatro grupos principales: a) central (hablado en Pakistán); b) norteño (hablado en Pakistán); c) sureño (hablado en Afganistán); y, d) Waneci (hablado en Pakistán). Otros autores indican que también puede ser clasificado en, únicamente, dos grandes grupos: el oriental (nororiental o «duro») y el occidental (sudoriental o «suave»).
El pastún moderno normalizado se escribe en una forma adaptada del alfabeto arábigo.

## Orígenes
Los orígenes de los pastunes no están claros. Los historiadores han encontrado referencias a diversos pueblos de la Antigüedad llamados "paktha" o "pactyans" entre el II y el I milenio a. C., que habitaban la región entre el Hindú Kush y el río Indo. Estos pueden ser los primeros antepasados de los pastunes. La zona ha sido supuestamente habitada por pastunes desde tiempos remotos, por lo menos desde el 500 a. C. El historiador Heinrich Zimmer los relaciona con una tribu mencionada por Heródoto (Pactyans) y con los pastunes en Pakistán y Afganistán. El historiador griego Heródoto (484-425 a. C.) mencionó por primera vez a un pueblo que llamó pactyans, que ya habitaba en la frontera este de la satrapía persa de Aracosia a principios del I milenio a. C. Adicionalmente, el Rigveda (el texto más antiguo de la India, datado de mediados del II milenio a. C.) menciona que una tribu llamada los pakthas vivía en la zona este de Pakhat (que podría ser la actual Afganistán). Hay quienes piensan que estos podrían ser los antepasados de los pastunes. Desde el siglo III en adelante, fueron referidos por el etnónimo «afgano». Según V. Minorsky, W.K. Frazier Tyler, M.C. Gillet y otros estudiosos, «la palabra afgán aparece por primera vez en la historia en el Hudud al-Alam en el año 982».

### Las teorías y los debates sobre los orígenes de los pastunes

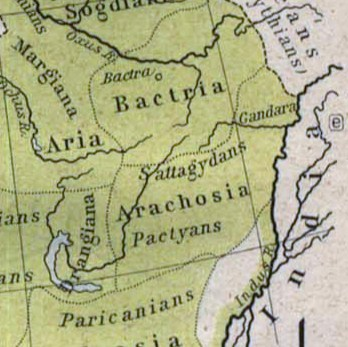
La satrapía Aracosia (hoy en día la región Pastunistán) y los pactyans durante el Imperio aqueménida, en el 500 a. C.

En el Rigveda (compuesto en la región de Afganistán o Pakistán hacia el 1500 a. C.) se menciona un pueblo llamado: 
- Pakthás (nombre de un pueblo afgano o pakistaní),[27]
- Pakthá (un varón protegido por los dioses Ashuin).

También se mencionan palabras parecidas a pashtún, como:
- Pakta o pakti ('comida cocinada');[28]
- Paksha ('ala de pájaro'; el 'flanco', el 'lado' o la 'mitad de cualquier cosa'; el 'Sol');
- Pakshin ('alado', un 'pájaro' o 'cualquier ser alado');
- Pakshiá ('que cambia cada medio mes');
- Pashatavá ('toro de cuatro años de edad'), y
- Pashthaují ('vaca de cuatro años de edad').

El historiador griego Heródoto, en sus Historias (compuestas alrededor del año 450 a. C.), menciona un pueblo que vivía en lo que hoy es Afganistán y Pakistán, conocidos como paktyakai (en el libro 4, verso 44) y como aparytai o afridis (en el libro 3, verso 91).[cita requerida]
Algunos autores[cita requerida] dicen que el nombre pashtún se asemeja a los nombres de las tribus de Israel que fueron desterradas a Babilonia entre el 586 y el 537 a. C. Sin embargo, no hay fuentes (antes de la conversión de los pastunes al islamismo) que mencionen alguna conexión con los israelitas, los hebreos o los judíos. Tampoco el idioma oriental iraní de los pastunes tiene ninguna relación con el idioma hebreo. Esas afirmaciones pueden haber surgido entre los pastunes a raíz de la conquista islámica de Afganistán. En ese momento es posible que las tribus pastunes hubieran creado elaborados linajes ancestrales para que se las vinculase a los pueblos importantes mencionados en el Corán, como los judíos, los griegos (hay menciones de Alejandro Magno en el Corán) y los árabes. Todos ellos llegaron a la región de los pastunes, pero parecen haber contribuido con un aporte genético muy pequeño en la población, en lugar de alterar drásticamente la demografía de la región.

### Pastunes en textos medievales
De acuerdo con la Enciclopedia del islam, la teoría de que los pastunes descienden de los israelitas se remonta al Maghzan-e-Afghani, una historia recopilada de Khan-e-Jehan Lodhi en el reinado del emperador mongol Jehangir en el del siglo XVI. La teoría ha sido descartada por las autoridades modernas, debido a las numerosas inconsistencias históricas y lingüísticas. Algunas fuentes afirman que el Maghzan-e-Afghani, de una tradición oral, puede ser un mito que surgió de una lucha política y cultural entre los pastunes y los mogoles. Esto explica el contexto histórico para la creación del mito, las inconsistencias de la mitología y la investigación lingüística que refuta cualquier origen semítico.

### Las cuentas de origen en otras fuentes
Bukhtawar Khan, en su historia de Mirat-ul-Alam ('El espejo del mundo'), ofrece un relato de los viajes de los afganos de la Tierra Santa de Gaur, Gazni y Kabul. Del mismo modo, Hafiz Rahmat bin Shah Alam, en su Khulasat-ul-Ansab, y Fareed-ud-Din Ahmad, en Risala-i-Ansab-i-Afghana, ofrecen la historia de los afganos y tratan con sus genealogías. Dos de las obras históricas más famosas sobre el tema son Tarikh-i-Afghana ('Historia de los afganos'), de Nimat Allah al-Harawi, que fue traducido por Bernard Dorn en 1829, y Rahmatkhani Tarikh-i-Hafiz, de Hafiz Muhammad Zadeek, que la escribió en 1770. Estos libros tratan de la historia temprana de los afganos, su origen y andanzas en general. En particular, discutir la Zyes Yusuf (el Yusefzai, 'hijos de José') y su ocupación de Kabul, Bajoor, Swat y Peshawar.

## Historia
La historia de los pastunes se remonta a la Antigüedad, aunque aún queda mucho por investigar. Desde el II milenio a. C. hasta el presente, las regiones pastunes han sido objeto de numerosas invasiones y migraciones, incluyendo las realizadas por tribus arias (pueblos iranios, indoarios), medos, persas, maurias, escitas, kushanos, heftalitas, árabes, turcos y mongoles.
A menudo caracterizado como un pueblo guerrero, su historia se difunde entre los diversos países del sur de Asia, Asia central y occidental, centradas en torno a su sede tradicional en el Afganistán del Medievo. Durante la era del sultanato de Delhi, la dinastía Lodi pastún sustituyó a los reinos turcos, como la dinastía reinante en la parte norte del subcontinente indio. Otros pastunes lucharon contra el Imperio safávida y el Imperio mogol, antes de convertirse en estado independiente a principios del siglo xviii, que comenzó con una revolución triunfante por el Mirwais Khan Hotak, seguido por las conquistas de Ahmad Shah Durrani. Los pastunes jugaron un papel vital durante el Gran Juego del siglo xix al siglo xx, al quedar atrapados entre el Imperio británico y el ruso.

Mapa de 1980 con los principales grupos étnico-lingüísticos en Pakistán y en sus áreas cercanas: pastún (verde), baluchi (rosa), punyabí (café o castaño) y sindi (amarillo).

Muy pocas veces los pastunes han estado unidos políticamente. Su pasado reciente comenzó con el crecimiento del Imperio durrani en 1747. Los pastunes jugaron un papel destacado durante la guerra de Afganistán (1978-1992), ya que muchos se unieron a los muyahidines. Los pastunes ganaron la atención del mundo durante el crecimiento y posterior caída de los talibanes, dado que eran el principal grupo étnico del movimiento. También una comunidad muy importante de Pakistán, donde por su cantidad son el segundo grupo étnico.
La primera bandera fue la usada en la independencia del país, después se adoptó una bandera nacional reconocida por Afganistán. En 1986 la Loya yirga creó una nueva bandera.

## Costumbres
Los pastunes se guían por un código de conducta establecido en la época preislámica, denominado pashtunwali. Este código incluye normas como la hospitalidad, la lealtad, la justicia, la obligación de venganza, el honor, etc.
Bacha Bazi es una costumbre considerada estrictamente tabú en el mundo, pero muy extendida entre los pastunes. Sin embargo, la costumbre es común a todos los pueblos de Afganistán, incluidos los tayikos y los hazaras.

## Demografía
La gran mayoría de los pastunes viven en un área que va desde el oeste de Pakistán hasta el suroeste de Afganistán. También se encuentran algunas otras comunidades pastunes dispersadas por el resto de Pakistán, así como a lo largo de Afganistán. Existen algunas comunidades más pequeñas en Irán e India y una comunidad grande de trabajadores migratorios en los países de la península arábiga.
Peshawar y Kandahar son grandes ciudades de la cultura pastún. Además, Quetta y Kabul, si bien son ciudades étnicamente diversas, poseen una gran población pastún. Karachi, con una población de 1,5 millones de pastunes étnicos, es la mayor ciudad pastún del mundo.
Los pastunes representan más del 15,42 % de la población de Pakistán o 25,6 millones de personas. En Afganistán, constituyen el 42 % de la población o 12,5 millones de personas. Aun así, es preciso considerar estas cifras con cierto recelo, particularmente las de Afganistán. Además, se debe tener en cuenta que unos tres millones de refugiados afganos (de los cuales 81,5 % o 2,49 millones son pastunes étnicos) permanecen en Pakistán. Un número indeterminado de refugiados residen en Irán. Se estima que el total de la población de etnia pastún supera los 40 millones de personas.
Según Ethnologue, la población total del grupo se estima en alrededor de 50 millones, pero dar una cifra exacta sigue siendo difícil debido a la falta de un censo oficial en Afganistán desde 1979. Las estimaciones del número de las tribus pastunes y los clanes van desde aproximadamente 350 a más de 400.

### Distribución territorial
La mayoría de los pastunes viven en Pakistán. Se concentran principalmente en las provincias septentrionales y occidentales de Jaiber Pastunjuá y Baluchistán. La Línea Durand (la frontera establecida bajo el dominio colonial británico) divide las tierras tradicionales pastunes en Afganistán y el actual Pakistán. Sin embargo, debido a los lazos tribales, lingüísticos, sociales y económicos, la frontera es porosa y volátil, terreno fértil para el tráfico de drogas, el contrabando y la militancia transfronteriza.
En Afganistán ocupan tradicionalmente la provincia de Nangarhar y sus regiones circundantes, conformada por una gran comarca que se extiende desde el norte de Jalalabad hasta Kandahar, y desde el oeste hacia Shindand, así como también en varios enclaves en el oeste y el norte.
En Pakistán, desde los distritos de Dir y Swat hacia el sur, y en algunos enclaves en el Punyab y en Baluchistán.
| Principales asentamientos | Principales asentamientos |
| Provincia                 | Pastunes                  |
| ------------------------- | ------------------------- |
| Jaiber Pastunjuá          | 18.506.000                |
| Baluchistán               | 2.796.000                 |
| Punyab                    | 2.309.000                 |
| Sind                      | 2.307.000                 |
| Islamabad                 | 156.000                   |
| Azad Cachemira            | 140.000                   |
| Gilgit-Baltistán          | 36.000                    |

## Personalidades notables de la comunidad pastún
- Jushal Jan Jattak (1613-1689) fue un famoso guerrero afgano.[cita requerida]
- Mohamed Zahir Shah (1914-2007) fue rey de Afganistán durante cuarenta años (1933-1973), considerado por los afganos y reconocido oficialmente en 2002 como Padre de la Patria.[cita requerida]
- Khan Abdul Ghaffar Khan (1890-1988) fue un político pastún y líder espiritual conocido por su oposición no violenta a ley británica en India (en pastún: خاں عبدالغفار خاں; en hindi: ख़ान अब्दुल ग़फ़्फ़ार ख़ान).[cita requerida]
- Sharbat Gula (1972-) es una mujer afgana conocida por una fotografía en la revista National Geographic.[cita requerida]
- Malala Yousafzai (Mingora, Pakistán; 12 de julio de 1997) es una estudiante, activista y bloguera pakistaní. Laureada con el Premio Nobel de la Paz 2014.[45]
- Hamid Karzai (Kandahar, Afganistán; 24 de diciembre de 1957) fue el presidente de Afganistán desde el 22 de diciembre de 2001, electo el 7 de diciembre de 2004 y reelecto en agosto de 2009.[cita requerida]